# Aka Høegh
Nukardleq Najâraq Eva (Aka) Høegh (født 16. december 1947 i Qullissat) er en grønlandsk grafiker og billedhugger.

## Liv
Aka Høegh er datter af tømrermester, Ib Peter Adolf Thaarup Hoegh (1912-1981) og kredsdommer, Else Margrethe Guldborg Rosing Heilmann (1919-2010). Hendes farfar er Pavia Høegh (1886-1956). Hendes morfar er præst og forfatter, Karl Heilmann (1893-1958). d. 19. Juni 1976 giftede hun sig med den lettiske kunster, forfatter og fotograf, Ivars Silis (*1940), søn af Jānis Sīlis (1908-?) og Hermīne Tanjana Bremze Greitāne (1920-2015). Ægteparret har to børn børn, som begge også er kunstnere: Inuk Silis Høegh (*1972) og Bolatta Tanjana Paarnaq Silis-Høegh (*1981).
Aka Høegh blev tidligt interesseret i kunst igennem sine forældre. Jens Rosing blev vedkommende der styrkede denne interesse, idet han lånte hende professionelle tegneredskaber allerede da hun var barn. Senere blev hun undervist af Hans Lynge, som ikke kun var forfatter, men som også var aktiv som billedhugger og maler. Efter hun havde gået på skolen i Qullissat og gymansiet i Aasiaat, skrev hun i 1967 til Grønlandsmisteriet, i håbet om at få et stipendiet til en professionel kunstuddannelse, hvilket hun ikke selv havde råd til idét hun kom fra en fattigere familie. Hun fik dog følgende meddelt at hun hellere skulle uddanne sig til sygeplejerske, hvilket hun til sidst påbegyndte i København. Hun afbrød dog efter kort tid studiet.
Hun studerede dog i en periode på Kunstakademiet i København, hvor Robert Jacobsen, Ole Christensen og Svend Wiig Hansen underviste hende. I begyndelsen af 1970'erne gik hun på kunstskolen i Nuuk, hvor hun fra 1973 til 1976 selv underviste.
Hendes kunst blev i denne tid et vigtig middel for den grønlandske identitetbevarelse mod danifikationen. Hendes kunst, som primært bestod af naturlige elementer, blev også kendt i Danmark igennem Bodil Kaalund. Hun var en del af kunstnerforeningerne Ex Dania og Arte por la Vida. Hendes kunst blev foruden Danmark og Grønland også udstillet i Tyskland, Færøerne, Holland, Israel, Alaska, Mexico, Bolivia, Island, Norge, Sverige, Finland Letland og Lithauen. 

## Uddannelse og Kunstnerisk praksis
Aka Høegh færdiggjorde aldrig en kunstnerisk uddannelse, men studerede i perioder på Kunstakademiet i København, hvor hun på akademiets billedhuggerskole, samt rum- og murkunst, bl.a. blev undervist af Ole Christensen og Svend Wiig Hansen. I et forsøg på at formulere en Grønlandsk identitet, blev kunst et vigtigt værktøj, hvori Aka i starten af 1970'erne prøvede at afbilde den Grønlandske sjæl gennem myter og sagn. I den tidlige periode af Aka Høeghs karriere fungerede maleren Bodil Kaalund som støtte og mentor for hende.
Hun har siden 1974 afholdt en lang række separatudstillinger både i Grønland og Danmark, samt i Sverige, Norge, Island og Tyskland. Udover malerier og skulpturer, har Aka Høegh bidraget med illustrationer til bøger, bl.a. Knud Rasmussens trilogi "Myter og Sagn fra Grønland" fra 1979, og "Mytologisk rejse i et grønlandsk landskab" af Vagn Lundby.
Aka Høegh har været medlem af den internationale kunstnergruppe Ex Dania, og sammenslutning Arte por la Vida, der bl.a malede verdens største murmaleri i 1991.

## Hædersbevisninger
- Dansk Grønlandsk Kulturfond i 1975
- Nordisk Kulturfond i 1977
- Grønlands Hjemmestyres Kulturpris i 1989
- Nersornaat i sølv i 2013[10]